# Эль-Пасо (округ, Колорадо)
Эль-Па́со (англ. El Paso County) — округ в штате Колорадо, США. Является самым густонаселённым из всех 64-х округов этого штата.

## Описание

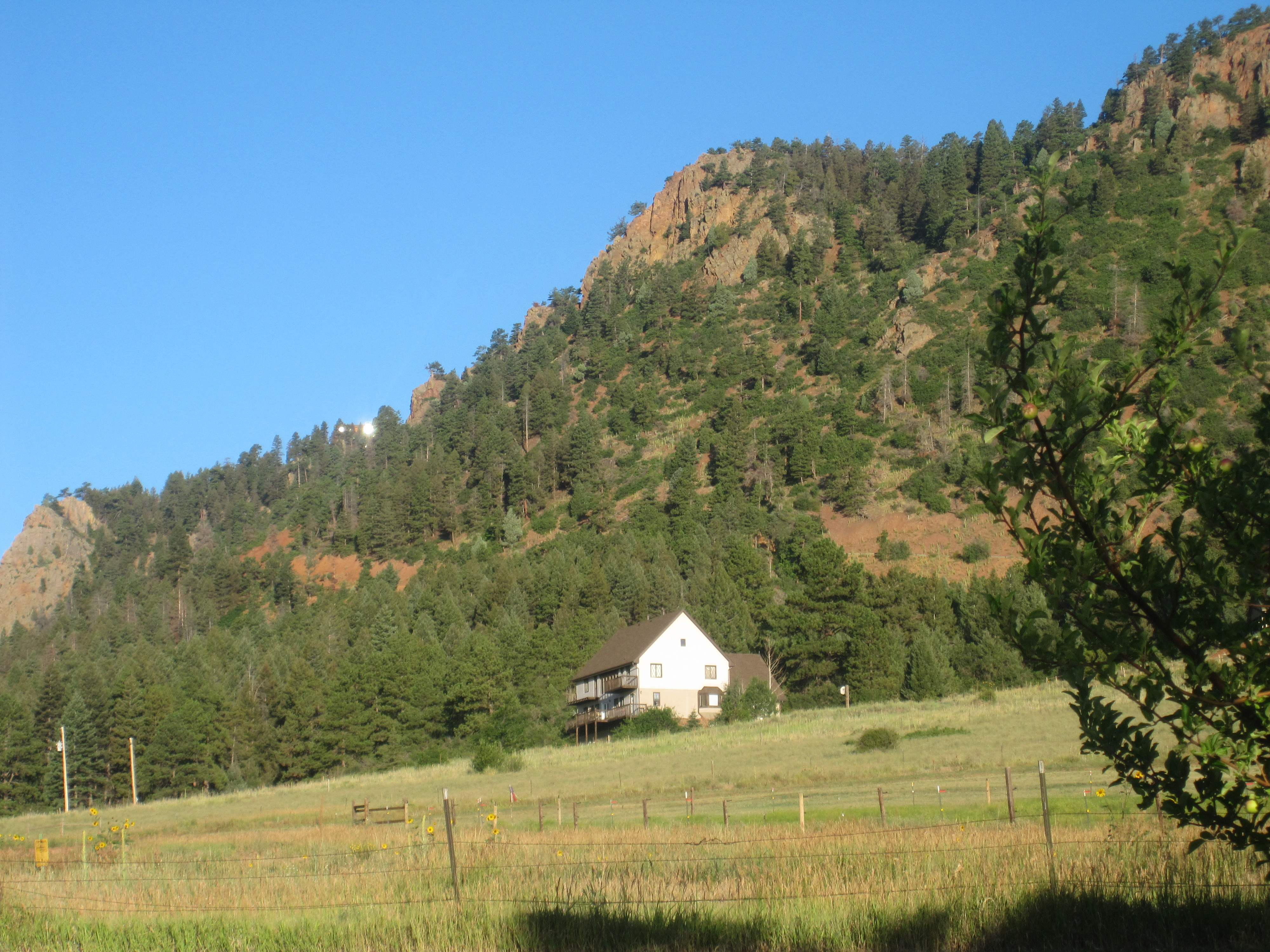
Обособленно стоящий дом в северной части Эль-Пасо

Округ Эль-Пасо, один из 17 «первоначальных» и самый густонаселённый в штате, расположен в центральной части Колорадо. Назван в честь перевала (исп. El Paso) Юте (англ. Ute Pass) через гору Пайкс-Пик (высшая точка округа — 4302 метра). Столица и крупнейший город округа — Колорадо-Спрингс (также является вторым по количеству жителей городом штата), в котором проживает около 65% населения Эль-Пасо. Открытые водные пространства занимают 8,1 км², что составляет 0,15% от общей площади округа в 5516 км².

## История

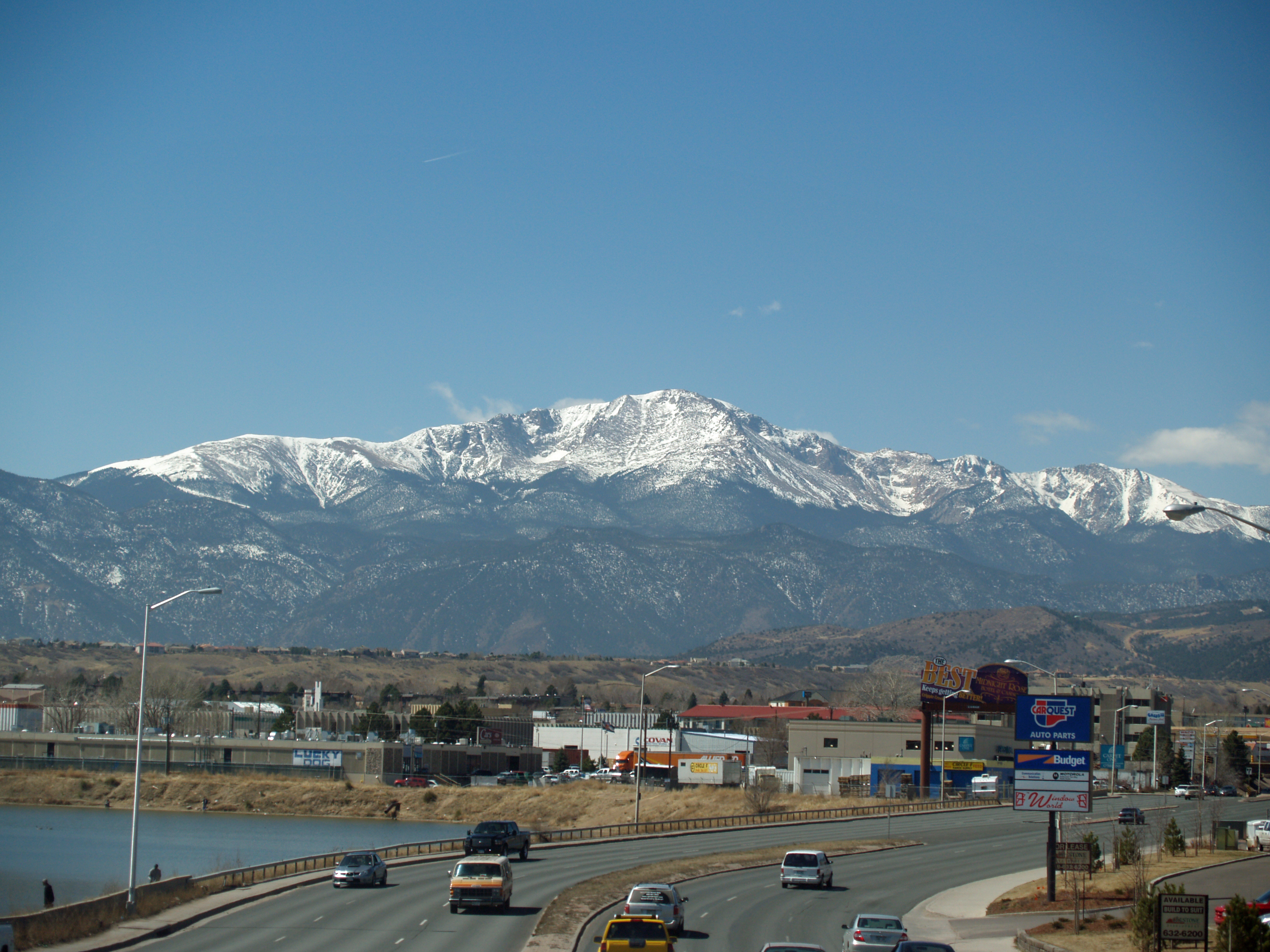
Вид на гору Пайкс-Пик из Колорадо-Спрингс

В июле 1858 года на берегах реки Саут-Платт (ныне упразднённый округ Арапахо (Arapahoe County) упразднённой Территории Канзас (англ. Kansas Territory)) было обнаружено золото, что послужило началом локальной «золотой лихорадки» (англ. Pike's Peak Gold Rush). Тысячи старателей, прибывшие в этот район, чувствовали свою оторванность от крупных очагов цивилизации, поэтому обратились к правительству с просьбой создать Территорию Джефферсон (англ. Jefferson Territory). В связи с этим 1 ноября 1861 года были сформированы несколько новых округов, в том числе и Эль-Пасо, вошедший в Территорию Колорадо (англ. Colorado Territory). В 1899 году от Эль-Пасо была отделена западная часть, ставшая округом Теллер. В 1950-х годах на территории округа начали создаваться милитаристские объекты: военные и военно-воздушные базы, база командования воздушно-космической обороны страны и пр.

## Транспорт
Через округ проходят следующие крупные автодороги:
- I-25 (более конкретно см. I-25 в Колорадо[англ.])
- U.S. Route 24[англ.]
- англ. U.S. Route 85
- англ. Colorado State Highway 83
- англ. Colorado State Highway 94
- англ. Colorado State Highway 115

## Достопримечательности

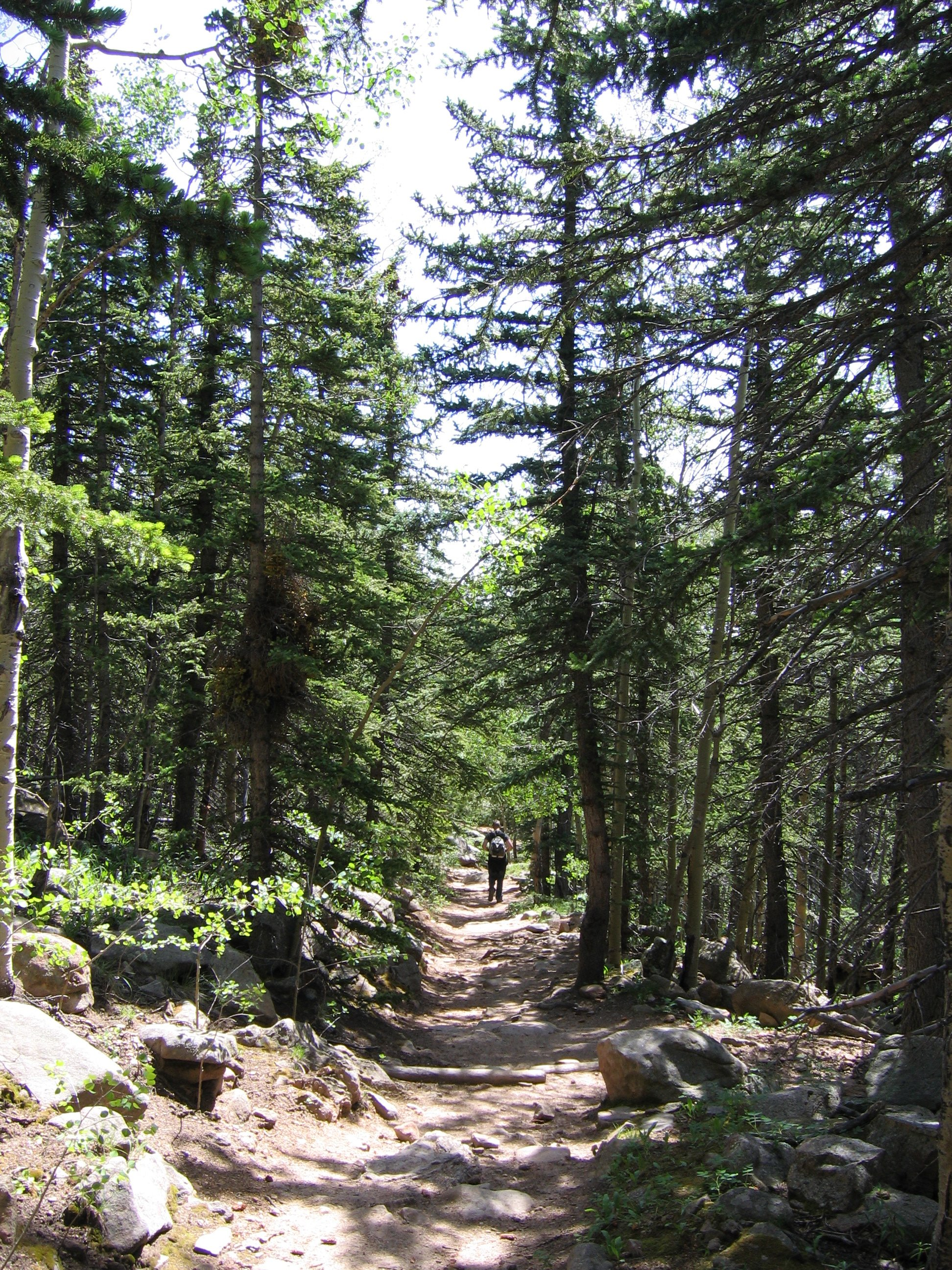
Тропа Барр

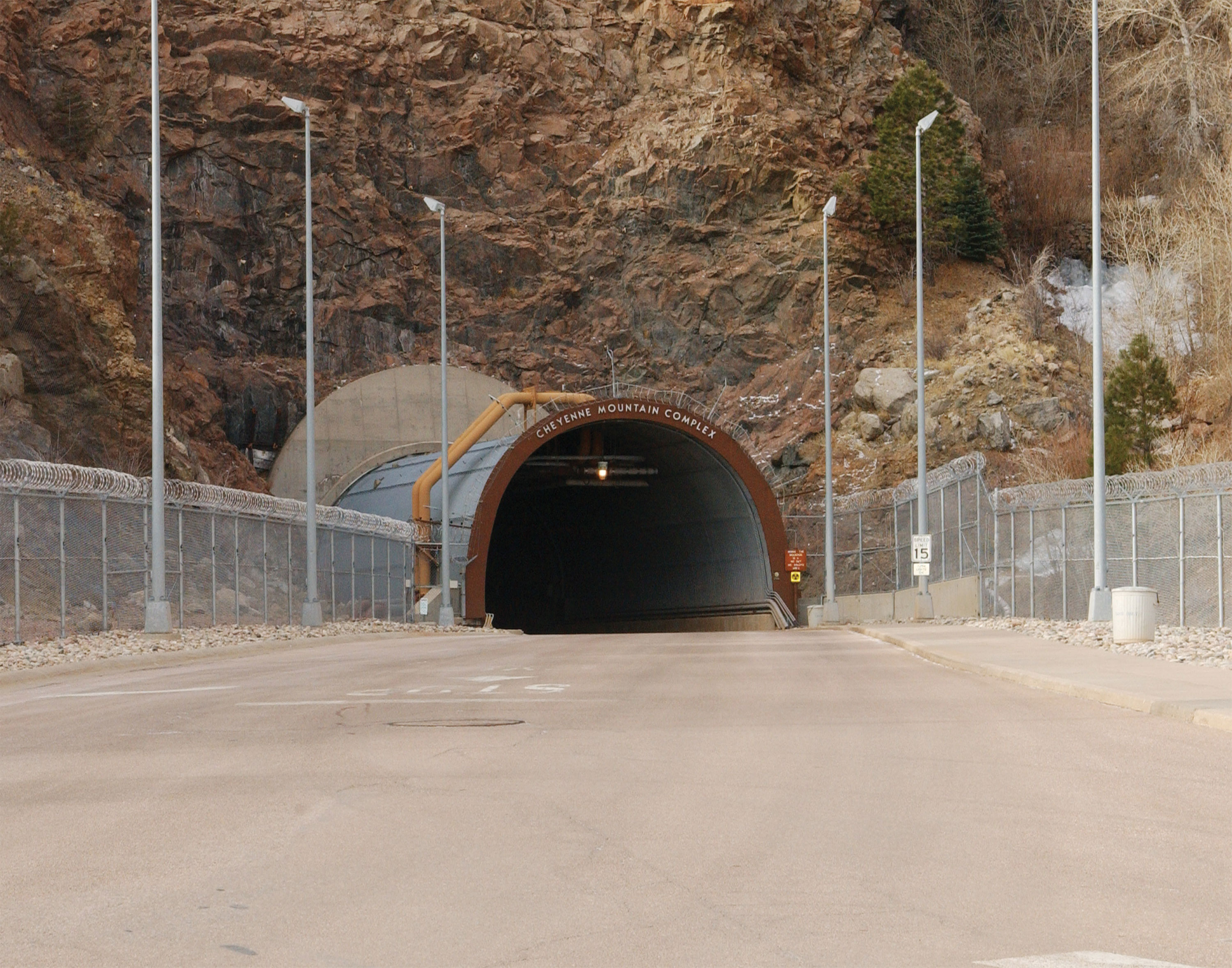
Вход в гору Шайенн

- Национальный лес Пайк (англ. Pike National Forest) (частично на территории округа)
  - Гора Пайкс-Пик[4]
  - Сад Богов[5]
- Американская тропа открытий (англ. American Discovery Trail) (частично)
- Тропа Барр (англ. Barr Trail)

Военные
- Академия ВВС США
- Гора Шайенн — место расположения подземного комплекса NORAD
- Военно-воздушная база Петерсон[англ.]
- Военно-воздушная база Шривер (англ. Schriever Air Force Base)
- Военная база Форт-Карсон (англ. Fort Carson)

## Демография
В конце 2000-х годов Эль-Пасо обогнал столицу штата, город-округ Денвер, по количеству жителей и стал самым густонаселённым округом Колорадо.
Население
| 1870 год — 987 жителей 1880 — 7949 1890 — 21 239 1900 — 31 602 1910 — 43 321 1920 — 44 027 | 1930 — 49 570 1940 — 54 025 1950 — 74 523 1960 — 143 742 1970 — 235 972 1980 — 309 424 | 1990 — 397 014 2000 — 516 929 2010 — 622 263 2011 — 636 963 |

Расовый состав
- Белые — 81,2%
- Афроамериканцы — 6,5%
- Коренные американцы — 0,9%
- Азиаты — 2,5%
- Уроженцы Океании или Гавайев — 0,2%
- Прочие расы — 4,7%
- Две и более расы — 3,9%
- Латиноамериканцы (любой расы) — 11,3%